# Campeonato Potiguar de Futebol de 2016
O Campeonato Potiguar de Futebol de 2016, foi a 97ª edição do campeonato estadual de futebol do Rio Grande do Norte. A competição deu vagas à Copa do Brasil de 2017, à Copa do Nordeste de 2017, e à Série D do Campeonato Brasileiro de 2016.
O Presidente da Federação Norte-rio-grandense de Futebol (FNF), José Vanildo, divulgou no dia 8 de dezembro de 2015 que a bola oficial que será utilizada no Campeonato Estadual de Futebol da próxima temporada. A Federação também anunciou a renovação de contrato com a Penalty para mais uma temporada.
Na edição de 2016, teve duas desistência antes de começar o campeonato, a primeira foi o Santa Cruz-RN onde o Luiz Antônio Tomba, presidente de honra do clube, disse que o motivo da decisão é a forte seca que atinge a região, inviabilizando a manutenção do gramado do Estádio Iberezão. já a segunda desistência foi do Corintians de Caicó comunicou FNF a desistência do campeonato, o clube justificou sua saída em função da ausência de patrocínios, a crise financeira na Região do Seridó e as condições climáticas que afetaram a manutenção do Estádio Marizão.
A Federação Norte-Rio-Grandense De Futebol (FNF) promove o 4° concurso da Musa do Futebol Potiguar da 1ª Divisão de 2016. A votação começa nesta quinta-feira (14), no endereço (Musa do Futebol Potiguar), onde o internauta poderá votar na sua candidata favorita ao título e levá-la até a grande final do concurso, já que a candidata mais votada garante uma vaga entre as três finalistas. A vencedora, além de levar o título de Musa do Futebol Potiguar 2016, leva R$ 3.000,00 (três mil reais) e um ensaio fotográfico como premiação. O evento acontecerá juntamente com o Prêmio Craque do Futebol Potiguar 2016, ambos estão marcados para o próxima dia 9 de maio. 

## Fórmula de disputa
O Campeonato Potiguar de 2016 ocorrerá de 23 de janeiro a 07 de maio de 2016, e contará somente com oito clubes, correspondentes aos sete melhores colocados da edição de 2015 e ao campeão da segunda divisão de 2015. O Campeonato será disputado em duas fases, da seguinte forma:
A Primeira fase, denominada "Copa Cidade do Natal" será disputada por todas as equipes em Fase Única, composta de sete rodadas (rodadas um a sete), com todas as equipes jogando entre si uma única vez (jogos de ida).
Ao final das rodadas da Copa Cidade do Natal as agremiações melhores colocadas (1º e 2° lugar), independentemente de números de pontos conquistados,
disputarão o título em partida única, no Estádio Arena das Dunas. Havendo empate ao final dos 90 minutos regulamentares, haverá prorrogação de 30 minutos, com a equipe colocada em 1° lugar jogando pelo empate. e a equipe campeã garantirá vaga para a decisão do Campeonato Estadual, Copa do Brasil 2017, Copa do Nordeste 2017.
A Segunda fase, denominada "Copa RN" será disputada por todas as equipes em Fase Única, composta de sete rodadas (rodadas um a sete), com todas as equipes jogando entre si uma única vez (jogos de volta).
Ao final das rodadas da Copa RN as agremiações melhores colocadas (1º e 2° lugar), independentemente de números de pontos conquistados,
disputarão o título em partida única, no Estádio Arena das Dunas. Havendo empate ao final dos 90 minutos regulamentares, haverá prorrogação de 30 minutos, com a equipe colocada em 1° lugar jogando pelo empate. e a equipe campeã garantirá vaga para a decisão do Campeonato Estadual, Copa do Brasil 2017, Copa do Nordeste 2017.
A decisão do campeonato estadual será disputada em duas partidas, pelo sistema de ida e volta, com mando de campo da segunda partida para a equipe com melhor índice técnico em toda a competição,  considerando-se o total de pontos ganhos somados nas duas fases. Em caso de a mesma equipe vencer as (Copa Cidade do Natal e Copa RN), será declarado os três primeiros colocados Campeão Estadual de 2016, vice-campeão e o terceiro colocado serão a terceira equipe de maior pontuação no campeonato, ambas estarão classificadas para disputar a Copa do Brasil de 2017, já o campeão e o vice disputarão a Copa do Nordeste de 2017. Ao término da competição, será fornecida também uma vaga para o Campeonato Brasileiro da Série D de 2016, excetuando-se que o ABC e o América, disputaram esse ano a Série C.
A CBF anunciou, nesta terça-feira (12), a ampliação da Série D do Campeonato Brasileiro. Em 2016, a Quarta Divisão terá oito clubes a mais, com 48 ao todo. Para distribuir as oito vagas a mais, a entidade nacional usou o Ranking Nacional de Federações de 2016. Com as mudanças, o estado de São Paulo ganha mais duas vagas. Minas, Rio, Ceará, Alagoas, Rio Grande do Norte e Pará também foram beneficiados e ganharam mais uma vaga, desconsiderando-se os rebaixados da Série C. As federações reclamaram e foram atendidas. A CBF ampliará ainda mais a Série D, Nesta terça-feira (22), outra mudança foi confirmada, agora 68 clubes irão participar da competição em 2016, com todas as federações sendo contempladas com, pelo menos, uma vaga a partir do acréscimo dessas 20 vagas. A mudança beneficiou os estados de São Paulo, Rio, Minas, Santa Catarina, Rio Grande do Sul, Paraná, Pernambuco, Goiás, Bahia, Ceará, Rio Grande do Norte, Alagoas e Pará, que ganharam vagas. No entanto, as federações dos demais estados pediram e também terão mais clubes. 

### Critérios de desempate
Em caso de empate entre duas ou mais equipes no número de pontos ganhos, foram aplicados os seguintes critérios de desempate, na seguinte ordem:
1. Maior número de vitórias;
2. Maior saldo de gols;
3. Maior número de gols marcados;
4. Menor número de cartões vermelhos;
5. Menor número de cartões amarelos;
6. Sorteio.

## Participantes
a. ^  O Alecrim entrou em campo na primeira rodada, contra o América de Natal, no Arena das Dunas. O contrato de aluguel do Ninho do Piriquito, que foi encerrado no último mês (outubro) e não houve um novo acordo. Por tanto o Alecrim fecha parceria com o Globo FC para mandar jogos em Ceará-Mirim, no Barretão.